# Patrera
Patrera is een geslacht van spinnen uit de  familie van de Anyphaenidae (buisspinnen).

## Soorten
- Patrera apora (Chamberlin, 1916)
- Patrera armata (Chickering, 1940)
- Patrera auricoma (L. Koch, 1866)
- Patrera cita (Keyserling, 1891)
- Patrera fulvastra Simon, 1903
- Patrera lauta (Chickering, 1940)
- Patrera longipes (Keyserling, 1891)
- Patrera procera (Keyserling, 1891)
- Patrera puta (O. P.-Cambridge, 1896)
- Patrera ruber (F. O. P.-Cambridge, 1900)
- Patrera stylifer (F. O. P.-Cambridge, 1900)
- Patrera virgata (Keyserling, 1891)